# Atlantis Condominium

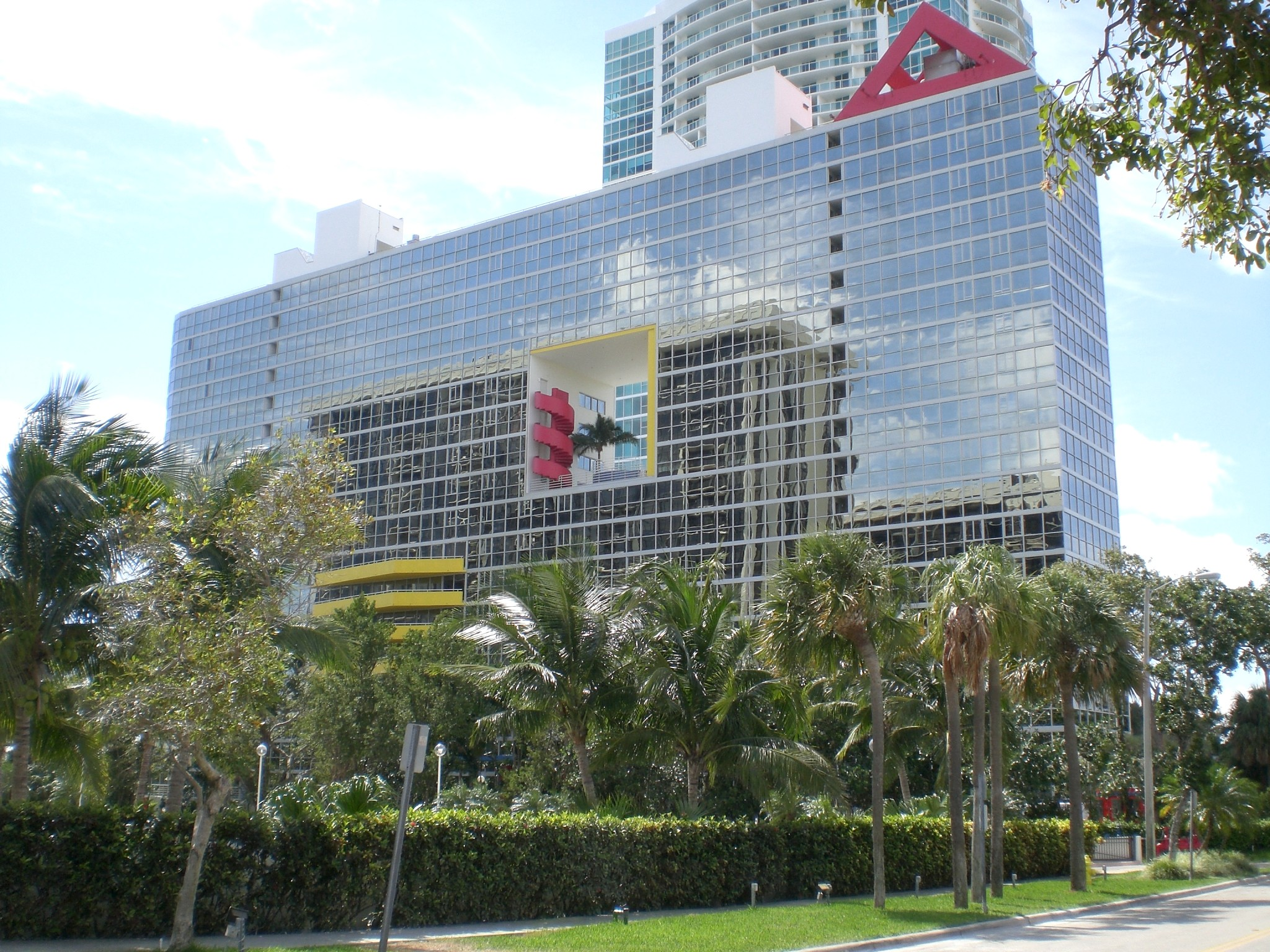
Atlantis Condominium på Brickell Avenue, strax söder om Downtown Miami.

Atlantis Condominium är ett 20-våningshus bestående av lyxiga ägarlägenheter, så kallade condominiums, i Miami, Florida. Det uppfördes mellan 1980 och 1982, och ritades av arkitektfirman Arquitectonica. Byggnaden anses idag vara ett av Miamis främsta landmärken. Den är känd för sin glasfasad, sina färgglada detaljer och en terrass på fem våningar som är uthuggen mitt i byggnaden. På terrassen finns bland annat en röd spiraltrappa, en stor jacuzzi och palmträd. Byggnaden blev snabbt berömd då den var med i introsekvensen till den populära TV-serien Miami Vice, och användes som exteriör under ett avsnitt.
"Atlantis" har totalt 96 lägenheter och ligger på 2025 Brickell Avenue.

## Populärkultur
- Var med i introsekvensen av Miami Vice (1984–1990).
- Finns med som landmärke i datorspelet Sim City 3000 av Maxis.
- Var med kortvarigt i Scarface (1983) som exteriör där Frank Lopez (Robert Loggia) bodde.